# Blanche Roosevelt
Pour les articles homonymes, voir Roosevelt.
Blanche Roosevelt, née Blanche Isabella Pauline Tucker le 2 octobre 1853 à Sandusky (Ohio) et morte le 10 septembre 1898 à Londres (Angleterre), est une chanteuse d'opéra, auteure et journaliste américaine. On se souvient surtout d'elle pour avoir créé le rôle de Mabel dans The Pirates of Penzance de Gilbert et Sullivan lorsque cet opéra est créé à Broadway en 1879.
Elle fait ses débuts à l'opéra en 1876 au Royal Italian Opera House à Covent Garden et continue à chanter dans des concerts en Europe, après avoir travaillé comme journaliste à Paris en 1875. En 1879, elle rejoint la D'Oyly Carte Opera Company et joue le rôle de Joséphine dans le HMS Pinafore de Gilbert et Sullivan à Londres avant de se rendre avec la compagnie à New York pour jouer le même rôle et pour créer le rôle de Mabel dans Les Pirates de Penzance.
Plus tard, en 1880, elle cofonde, produit et joue dans une nouvelle compagnie d'opéra, mais cette entreprise est vite abandonnée et Roosevelt se retire de la scène. Elle et son mari, le marquis d'Alligri, retournent en Europe en 1882 et elle a poursuivi une carrière dans le journalisme et la littérature, écrivant des biographies et des romans. Elle devient la maîtresse de Guy de Maupassant.

## Biographie

### Jeunesse et carrière à l'opéra
Blanche Roosevelt, née à Sandusky (Ohio),, est la fille de W. H. Tucker de Virginie (plus tard un sénateur d'État dans le Wisconsin) et de son épouse Lizzie, née Roosevelt. Sa sœur est Minnie C. T. Love, médecin et suffragette qui sert à la Chambre des représentants du Colorado. Elle voyage en Europe avec sa mère pour des études de chant à Paris puis à Milan, brièvement avec Francesco Lamperti,.
En 1876, sous le nom de Mlle Rosavella, elle fait ses débuts de chanteuse au Royal Italian Opera House, Covent Garden, Londres,dans le rôle de Violetta dans La Traviata. Le Times note l'accueil enthousiaste qu'elle reçoit du public de Covent Garden, et le critique du journal fait l'éloge de son jeu et de son chant,. Elle chante ensuite dans des concerts en Italie, en Belgique, aux Pays-Bas et en France. Elle travaille également  comme correspondante de Paris en 1875 pour des journaux de Chicago et de Londres,.
Arthur Sullivan entend la soprano pendant ses vacances dans le sud de la France à l'été 1879. En septembre 1879, elle rejoint la compagnie d'opéra D'Oyly Carte (en) et fait ses débuts à l'Opéra Comique, reprenant le rôle de Joséphine lors de la première édition du HMS Pinafore de Gilbert et Sullivan. Le critique musicale du Morning Post commente : «Elle a un talent manifeste et promet beaucoup. Sa voix est douce, sympathique et d'une ampleur considérable, et ses manières sont très légères et agréables ". Elle est ensuite choisie par WS Gilbert, Sullivan et Richard D'Oyly Carte pour jouer Aline dans The Sorcerer, et Joséphine dans la première authentique D'Oyly Carte Pinafore, au Fifth Avenue Theatre de New York, à partir du 1er décembre 1879. Le 31 décembre de la même année, dans le même théâtre, elle crée le rôle de Mabel dans Les Pirates de Penzance. Le New-York Tribune la considère de «certainement un bel objet à regarder ; elle chante avec crédit ; elle agit avec zèle et bon sens». Le New York Mercury, cependant, n'est impressionné par sa performance, et déclare qu'elle et son collègue ténor, Hugh Talbot, sont "des interprètes incapables", bien qu'ils "n'aient pas réussi à détruire" l'opéra. Elle joue Mabel à New York et en tournée jusqu'en mars 1880, date à laquelle elle quitte la compagnie.
Plus tard en 1880, avec John McCaull, elle co-fonde et produit une nouvelle compagnie d'opéra, la Blanche Roosevelt English Opera Company, dont les productions, qui sont des échecs financiers, du Sultan of Mocha d'Alfred Cellier ( Union Square Theatre, New York, septembre 1880) et de l'adaptation lyrique par BC Stephenson et Cellier du Masque of Pandora de Henry Wadsworth Longfellow (Boston Theatre, janvier 1881). Au cours de ce projet, Roosevelt se lie d'amitié avec Longfellow. En 1881, elle se produit à New York dans des concerts et, à son retour en Angleterre, elle engagée par Maurice Strakosch pour sa compagnie d'opéra en tournée afin de jouer le rôle de Marguerite dans Faust à l'Opéra français de La Nouvelle-Orléans. Elle retourne à Broadway dans le rôle de Mabel dans "Pirates", où un critique la qualifie de "belle fille, un peu grossière dans ses gestes avec une voix bien formée mais sans corps qui donne des promesses d'effet mais, hélas, brise la promesse à l'oreille".  Peu après, elle se retire de la scène, en grande partie sur l'ordre de son mari, le Signor Macchetta, un italien qui a succédé au titre de  marquis d'Alligri. Elle revient en Europe en 1882 et entame une carrière de journaliste et de littéraire,.

### Carrière littéraire

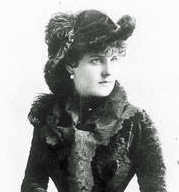
Blanche Roosevelt en 1885.

Elle fait la connaissance de personnalités importantes du monde de la littérature et des arts, dont (outre Longfellow) Giuseppe Verdi, Victorien Sardou, Wilkie Collins, Gustave Doré et Guy de Maupassant, dont elle devient la maîtresse en 1884. Ses premiers livres sont The Home Life of Henry W. Longfellow (1882), le roman Stage-struck; or, She would be an Opera Singer (1884), et The Life and Reminiscences of Gustave Doré (1885, pour laquelle elle aurait été la première femme américaine honorée par l'Académie française ), et un autre roman, The Copper Queen (1886), qui a été adapté pour la scène par Sardou,,.

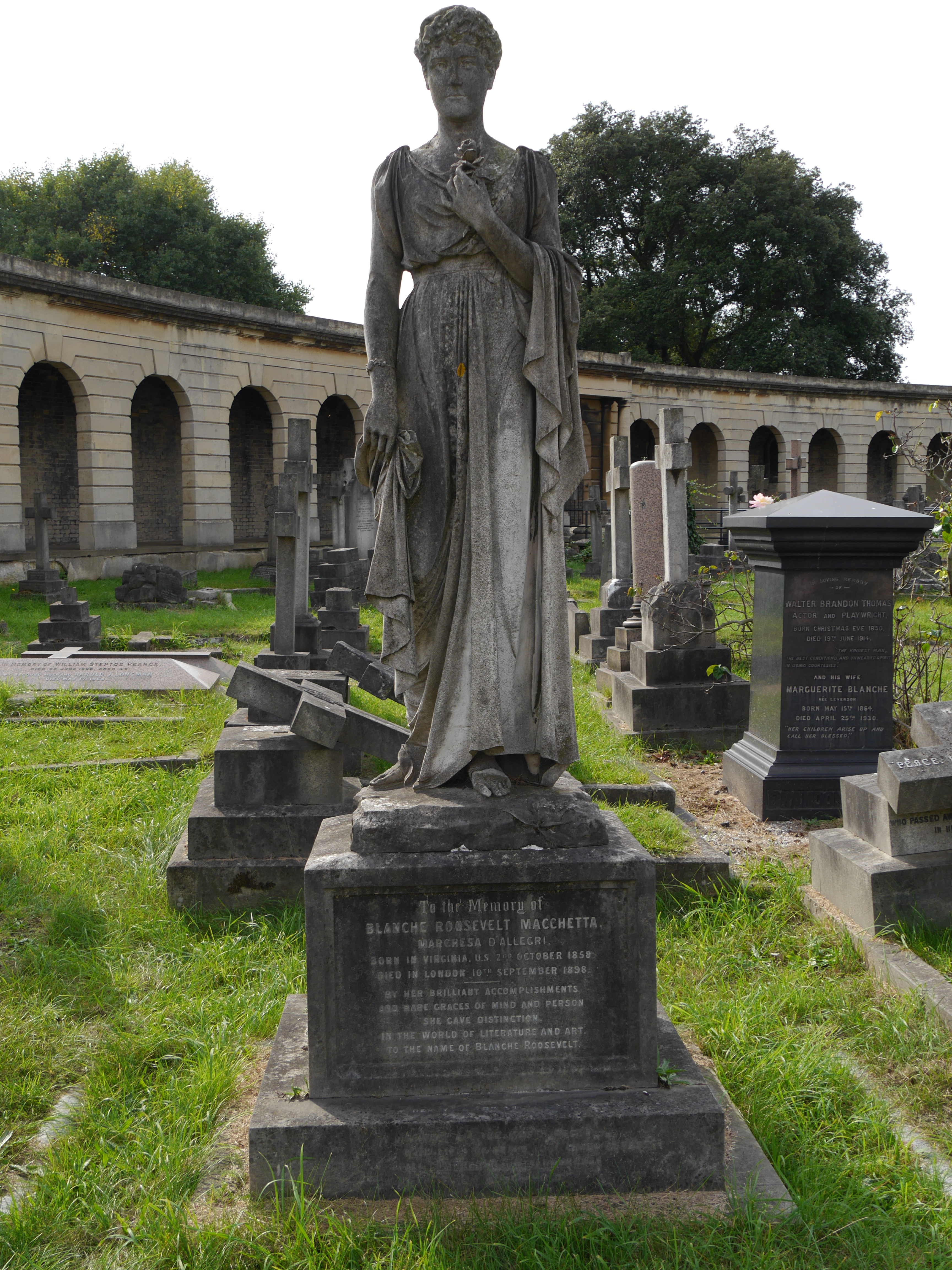
Monument funéraire, cimetière de Brompton, Londres

Elle avait auparavant travaillé pour des journaux américains en tant que correspondante de Paris en 1875; au début de 1887, elle commence une mission similaire à Milan, en faisant un reportage sur la première de  l'Otello de Verdi,. Ses chroniques ont été rassemblées sous forme de livre sous le titre Verdi: Milan, and Othello, publié plus tard cette année-là et dédié à Wilkie Collins : "Lorsque j'ai quitté l'Angleterre pour l'Italie, vous m'avez dit : 'Écrivez-moi tout sur Verdi, Milan et le nouvel opéra Othello. Je vous ai pris au mot; seules les lettres, comme la plupart des épîtres féminines, se sont étendues en des pages illimitées, et de quelques feuilles vagabondes, elles sont devenues un volume. Je suis sûr que vous ne demanderez plus jamais à une femme de vous écrire, même depuis le Paradis ; mais en attendant, voici le résultat de votre amabilité.".
Parmi les livres ultérieurs de Blanche Roosevelt, alors appelée la  Marchesa d'Alligri (tous publiés à titre posthume), comprennent Elisabeth of Roumania – a study (Carmen Sylva) (1891), le roman Hazel Fane (1891), Familiar faces - Victorien Sardou: poet, author, and member of the Academy of France; a personal study (1892) et A Riviera Romance (1899),.

### Fin de vie et accident mortel
Elle passe les dernières années de sa vie dans le sud de la France. En 1897, elle est à Monte-Carlo dans une calèche qui se renverse lorsque les chevaux s'emballent, tuant le conducteur et blessant gravement la Marchesa. Elle ne se remet jamais de ses blessures et meurt l'année suivante à Londres, à l'âge de 44 ans,.
Elle est inhumée au cimetière de Brompton, à Londres, où il y a une statue d'elle sur sa tombe.